# جونز میل (آرکانزاس)
جونز میل (به انگلیسی: Jones Mill) یک منطقهٔ مسکونی در ایالات متحده آمریکا است که در هات اسپرینگ، آرکانزاس واقع شده‌است. جونز میل ۹۵٫۱ متر بالاتر از سطح دریا واقع شده‌است.